# Proagonistes austeni
Proagonistes austeni är en tvåvingeart som beskrevs av Stanley Willard Bromley 1930. Proagonistes austeni ingår i släktet Proagonistes och familjen rovflugor. Inga underarter finns listade i Catalogue of Life.